# Daniel Edelman
Daniel Ethan Edelman (Municipio de Warren, Nueva Jersey, Estados Unidos, 28 de abril de 2003) es un futbolista estadounidense que juega de centrocampista en el New York Red Bulls de la Major League Soccer.

## Trayectoria
Nacido en el Municipio de Warren, Nueva Jersey, formó parte de la cantera de la Academia de Desarrollo de Jugadores desde 2015 hasta 2020. También jugó al fútbol en la Escuela Secundaria Regional de Watchung Hills. En 2020 se incorporó a la cantera del New York Red Bulls de la Major League Soccer.
El 17 de julio de 2020 apareció en el banquillo de New York Red Bulls II, el filial del club, contra el Hartford Athletic. Entró como sustituto en la segunda parte del encuentro, en el que el New York Red Bulls II cayó por 0-1. A continuación, marcó su primer gol como profesional en el siguiente partido contra el Philadelphia Union II en el minuto 56 para ayudar a los Red Bulls II a conseguir una victoria por 5-1. El 24 de marzo de 2021 firmó un contrato profesional con los New York Red Bulls II para la temporada 2021. Se convirtió en un titular habitual para el entrenador John Wolyniec, siendo titular en 28 partidos y marcando un gol.
El 17 de diciembre de 2021 firmó un contrato de jugador de cantera con los New York Red Bulls a partir de la temporada 2022. El 26 de febrero de 2022 debutó con el primer equipo, entrando como suplente en la segunda parte de la victoria por 3-1 sobre el San Jose Earthquakes en el primer partido de la temporada. El 10 de mayo de 2022 fue titular por primera vez con Nueva York en la victoria por 3-0 sobre el D.C. United, ayudando al club a avanzar a los octavos de final de la U.S. Open Cup 2022.

## Selección nacional
Ha representado a Estados Unidos en las categorías sub-16 y sub-20.

## Estadísticas

### Clubes
Actualizado al último partido disputado el 25 de febrero de 2024.
| Club                                 | Div.          | Temporada     | Liga  | Liga  | Copas nacionales | Copas nacionales | Copas internacionales | Copas internacionales | Total | Total |
| Club                                 | Div.          | Temporada     | Part. | Goles | Part.            | Goles            | Part.                 | Goles                 | Part. | Goles |
| ------------------------------------ | ------------- | ------------- | ----- | ----- | ---------------- | ---------------- | --------------------- | --------------------- | ----- | ----- |
| New York Red Bulls II Estados Unidos | 2.ª           | 2020          | 5     | 1     | —                | —                | —                     | —                     | 5     | 1     |
| New York Red Bulls II Estados Unidos | 2.ª           | 2021          | 31    | 1     | —                | —                | —                     | —                     | 31    | 1     |
| New York Red Bulls II Estados Unidos | 2.ª           | 2022          | 4     | 0     | —                | —                | —                     | —                     | 4     | 0     |
| New York Red Bulls II Estados Unidos | 3.ª           | 2023          | 2     | 0     | —                | —                | —                     | —                     | 2     | 0     |
| New York Red Bulls II Estados Unidos | Total club    | Total club    | 41    | 2     | 0                | 0                | 0                     | 0                     | 41    | 2     |
| New York Red Bulls Estados Unidos    | 1.ª           | 2022          | 17    | 1     | 2                | 0                | —                     | —                     | 16    | 1     |
| New York Red Bulls Estados Unidos    | 1.ª           | 2023          | 25    | 1     | 1                | 0                | 4                     | 0                     | 30    | 1     |
| New York Red Bulls Estados Unidos    | 1.ª           | 2024          | 1     | 0     | 0                | 0                | —                     | —                     | 1     | 0     |
| New York Red Bulls Estados Unidos    | Total club    | Total club    | 43    | 2     | 3                | 0                | 4                     | 0                     | 50    | 2     |
| Total carrera                        | Total carrera | Total carrera | 85    | 4     | 3                | 0                | 4                     | 0                     | 92    | 4     |

## Palmarés

### Títulos internacionales
| Título                           | Equipo                                 | País     | Año  |
| -------------------------------- | -------------------------------------- | -------- | ---- |
| Campeonato Sub-20 de la Concacaf | Selección sub-20 de los Estados Unidos | Honduras | 2022 |